# Parafia Podwyższenia Krzyża Świętego w Kłodnicy
Parafia Podwyższenia Krzyża Świętego w Kłodnicy – parafia rzymskokatolicka w Rudzie Śląskiej-Kłodnicy, w dekanacie kochłowickim, w archidiecezji katowickiej.

## Początki parafii
Początki Kłodnicy sięgają XVII wieku. Wierni przed utworzeniem tutaj placówki duszpasterskiej uczęszczali do kościołów w Kochłowicach i Mikołowie. W 1908 roku dzięki proboszczowi z Kochłowic – Ludwikowi Tunklowi wybudowano w Kłodnicy kapliczkę św. Józefa, mogącą pomieścić ok. 20 osób, w której okazjonalnie nabożeństwa sprawowali duszpasterze kochłowiccy. W 1942 roku stworzono tutaj lokalię, której przewodził do 1945 ks. Franciszek Jerominek. W tym czasie zaczęto prowadzić księgi chrztów, ślubów i pogrzebów. Po odwołaniu ks. Jerominka, krótko urzędowali tutaj ks. Paweł Aleksa i ks. Wilhelm Mucha, aż we wrześniu 1945 roku stałym kuratusem został ks. Henryk Mazurek. Próby włączenia w obręb lokalii terenu Starej Kuźnicy spotkały się z protestami tamtejszych mieszkańców. Dopiero w 1950 roku Stara Kuźnica została włączona do lokalii kłodnickiej. Zawirowania polityczne nie pozwalały na przekształcenie tej placówki w pełnoprawną parafię. Ostatecznie po powrocie biskupów katowickich z wygnania Kłodnica w 1957 roku stała się samodzielną parafią ze swoim proboszczem.

## Budowa kościoła
By wznieść w Kłodnicy świątynię, ks. Henryk Mazurek musiał pokonać wiele trudności. Poświęcony 2 listopada 1947 cmentarz został otwarty bez zgody administracyjnej. Z kościołem było podobnie. Po poświęceniu w czerwcu 1947 roku kamienia węgielnego, rozpoczęto budowę tymczasowego kościoła projektu Walentego Górnego z Halemby. Kuratusowi udało się zdobyć zgodę na rozbiórkę jednego z baraków ze znajdującej się w Starej Kuźni byłej filii obozu koncentracyjnego Auschwitz-Birkenau. Materiał ten posłużył do budowy, jednak we wrześniu tego roku dotychczasowe prace zniszczyła wichura. Nową budowę rozpoczęto w maju 1948 roku, by doprowadzić ją (bez zezwolenia) po dach w 1949 roku. Poświęcenia świątyni o wymiarach 11x32 m i 7 m wysokości dokonał 4 grudnia (św. Barbary) bp. Stanisław Adamski. Wezwanie „Podwyższenia Krzyża Świętego” zostało wybrane osobistą decyzją ks. Mazurka z powodu, jak sam pisze, rozpoczętej akcji usuwania krzyży ze szkół. W latach 60. kościół wyposażono w zabytkowe organy Hansa Dürschlaga z 1888, przeniesione z kościoła w Orzeszu i przebudowane przez firmę pana Biernackiego. Nowy proboszcz, ks. Henryk Jersz, w 1999 roku postawił przy kościele dzwonnicę z trzema dzwonami, w 2003 roku nadbudował wieżę kościoła, a w 2005 roku ozdobił świątynię witrażami projektu Ireneusza Franusika.

## Duszpasterstwo
W parafii działają następujące grupy: Kółko Rodzinne, Wieczernik Pallotyński, Czciciele Miłosierdzia Bożego, Róże Różańcowe, czciciele św. Antoniego, Oaza Rodzin, Zespół Charytatywny, Katolickie Stowarzyszenie Młodzieży, Oaza Dzieci Bożych, Ministranci, Grupa Lednicka.

## Proboszczowie
- ks. Franciszek Jerominek 1942–1945
- ks. Henryk Mazurek, od 1945 kuratus, 1957-1988 proboszcz
- ks. Henryk Jersz 1988–2011
- ks. Jan Myśliwiec 2011–2019
- ks. dr Leszek Makówka od 2019